# آدل تادئوسیان
آدل سیمونی تادئوسیان (ارمنی: Ադել Սիմոնի Թադևոսյան؛ انگلیسی: Adel Tadevossyan؛ زادهٔ ۹ ژوئیهٔ ۱۹۳۷) پزشک، روان‌پزشک و استاد اهل ارمنستان است.

## زندگی‌نامه
وی در ۹ ژوئیه ۱۹۳۷ در تفلیس به دنیا آمد و از مدرسه شماره ۷ ولادیمیر مایاکوفسکی (۱۹۵۵) و دانشگاه پزشکی دولتی ایروان (۱۹۵۵–۱۹۶۱) فارغ‌التحصیل گشت.  وی عضو انجمن روانپزشکان ارمنستان می‌باشد.

## یادداشت
1. ↑  բժշկական գիտությունների թեկնածու